# Сэра (монастырь)
Сэра́ или Сера́ (тиб. སེ་ར) — монастырь в пригороде Лхасы в Тибете (около 10 км от города), один из самых крупных буддийских монастырей и университетов школы гелуг тибетского буддизма. Является местом паломничества. Ранее был одним из трёх «государственных монастырей» Тибета, наряду с Дрепунгом и Ганденом.

## История и современность
Монастырь был основан в 1419 году учеником Чже Цонкапы — Сакья Еши (1354—1435).
Подобно Дрепунгу и Гандену, монастырь Сэра делится на факультеты-дацаны:
- Мэй-дацан (основан в 1419),
- Чже-дацан (1435),
- Нгагпа-дацан (1559).

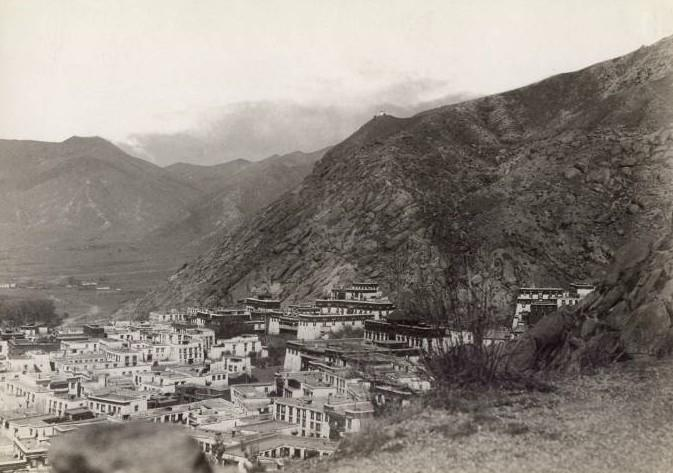
Сэра в 1901 году

Российский путешественник Г. Ц. Цыбиков, посетивший монастырь в 1901 году, писал о нём:
«Если Галдан знаменит своими чудесными реликвиями, а Брайбун — прорицателями, то Сэра славен своими ритодами, что в буквальном переводе значит „горная цепь“, но понимается <...> как уединённая келья лам-отшельников в горах. Ища удаления от мирской суеты, знаменитые аскеты ставили свои кельи на скалах высоких гор и там предавались созерцанию. Со временем усердие набожных почитателей стало накоплять в скромных кельях богатство и учеников. Обычай отыскивать перерожденца всякого выдающегося ламы обратил эти кельи в дворцы и поместья перерожденцев, каковыми и являются они в настоящее время».
Ранее в Сэра находилось около пяти тысяч монахов.  

Сейчас монастырь продолжает функционировать; в нём проживает более сотни монахов. Монастырь также является музеем, который посещают многочисленные туристы. Монахи регулярно проводят оживлённые философские диспуты.

## Сэра в изгнании в Индии
В Индии тибетские беженцы организовали новый университет-монастырь Сэра в Байлакуппе около Майсура. Так как никто из тантрического факультета Нгагпа-дацана не пережил событий 1950-х годов, в Индии имеются только два факультета — Мэй и Чже.
Как правило, именно в Сэра направляют китайцев, европейцев и американцев, желающих стать тибетскими монахами (тогда как выходцы из России и Монголии направляются в Дрепунг). Так, один из прообразов героя фильма «Маленький будда», испанец Осэл Ита Торрес обучается именно здесь.

## Галерея

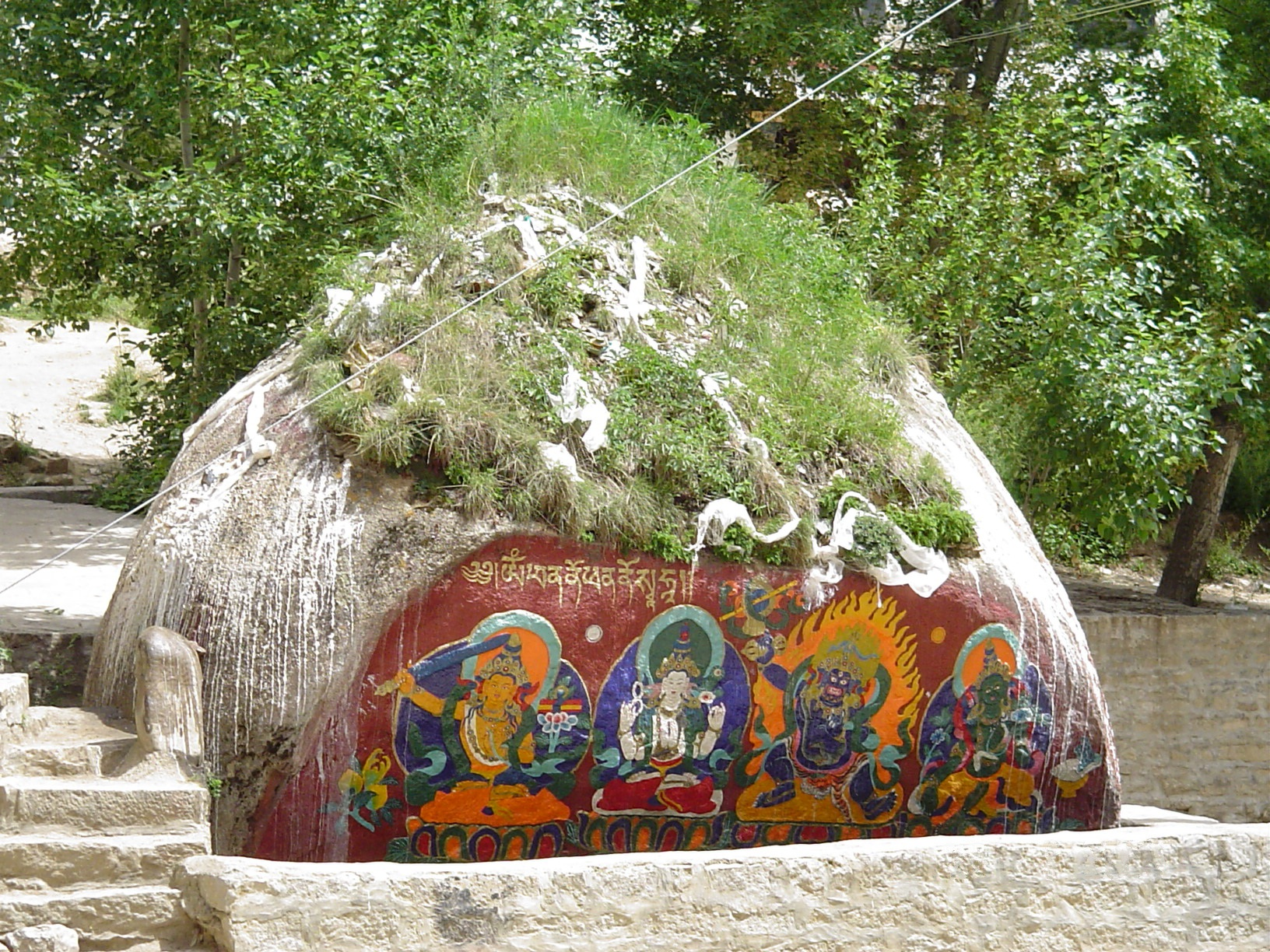
Камень около монастыря
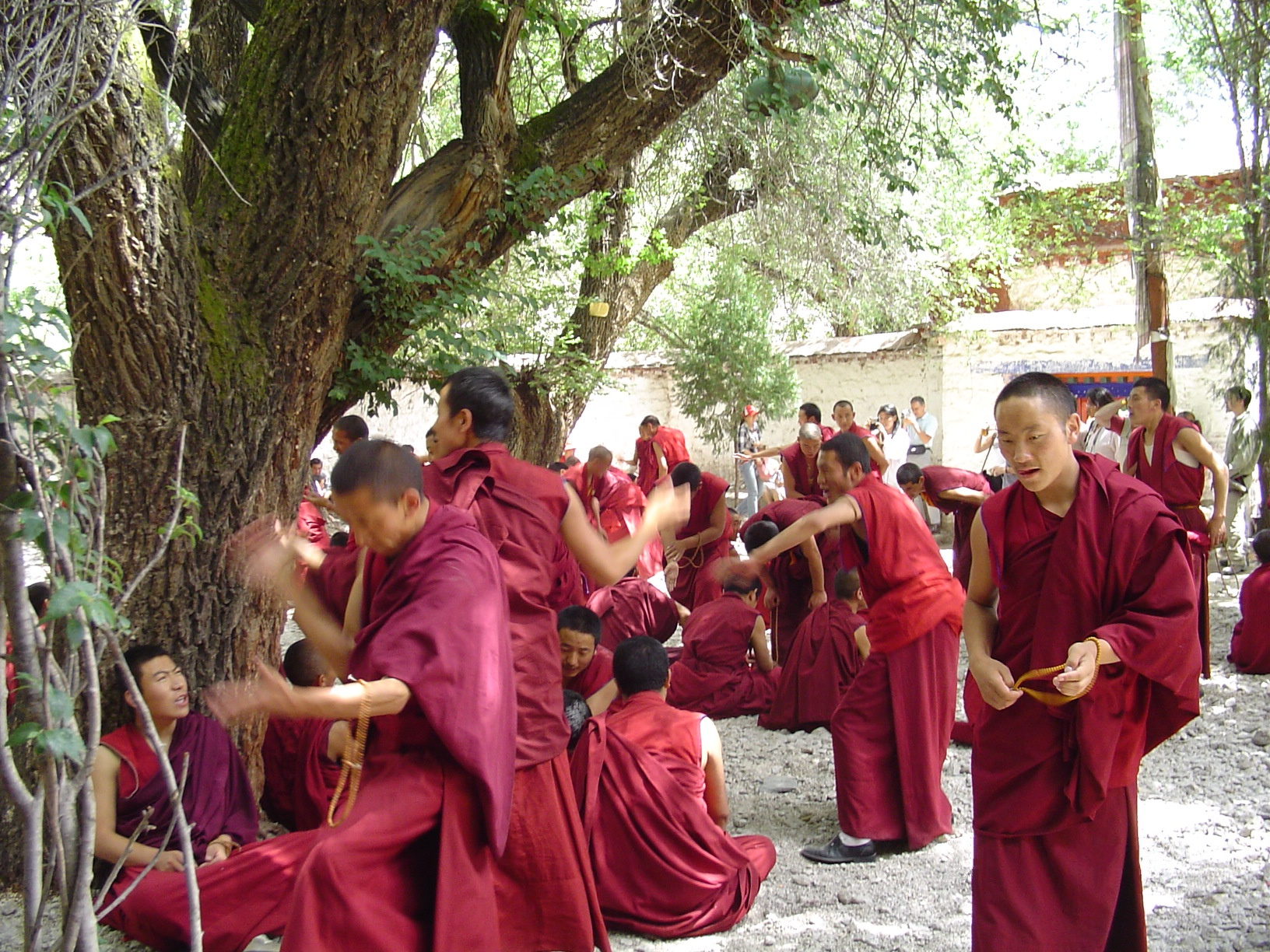
Диспуты монахов
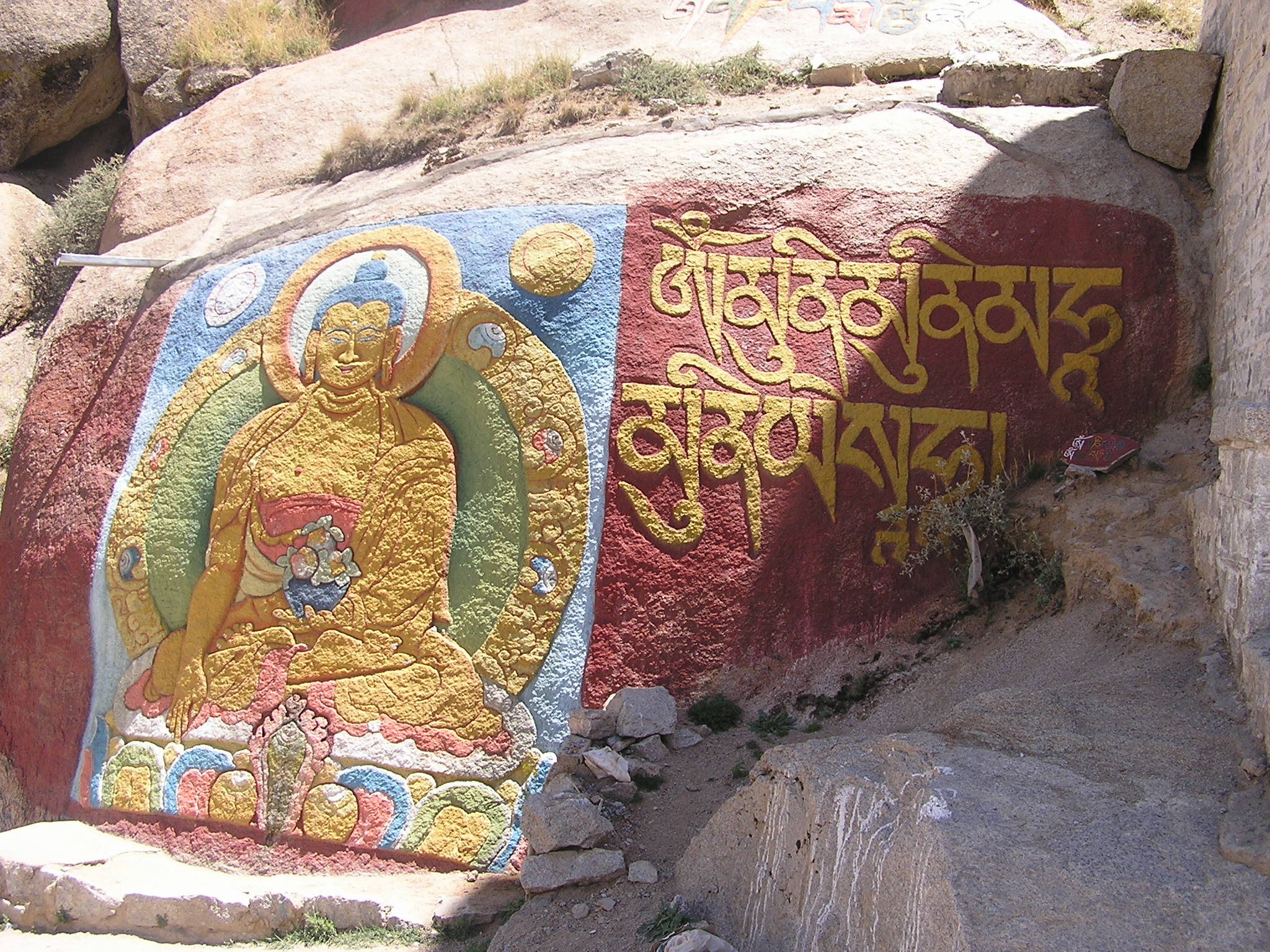
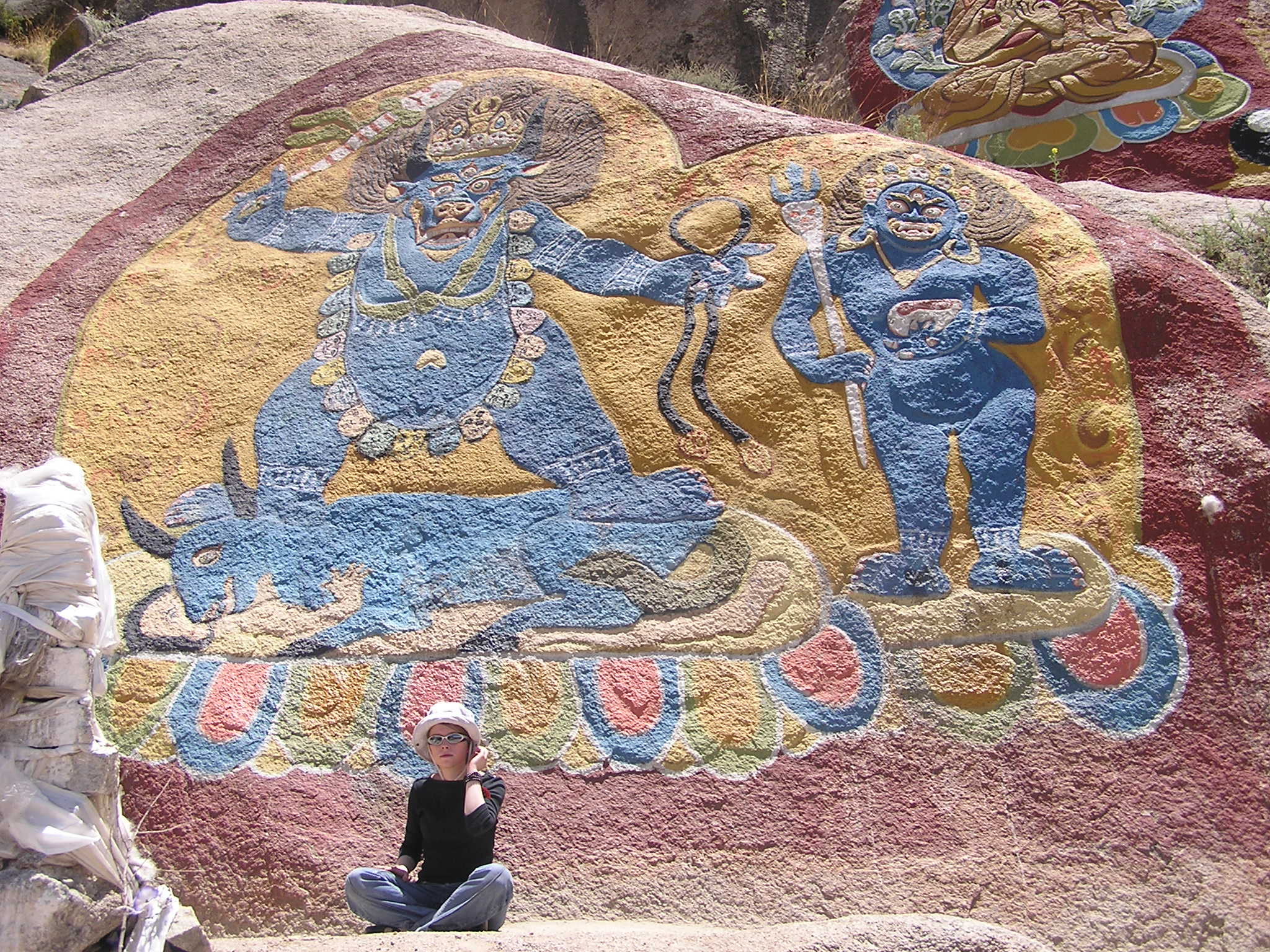
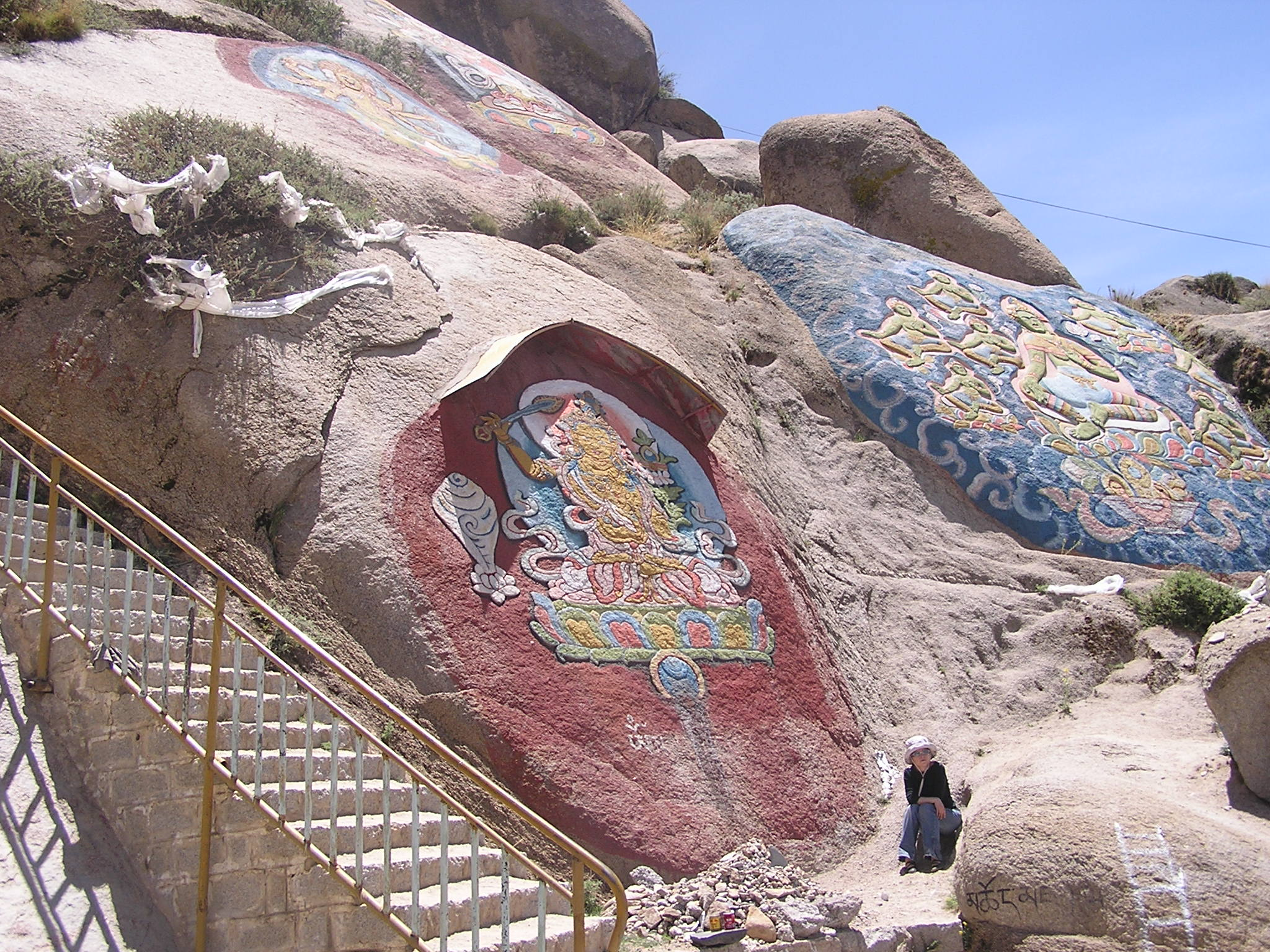
Камни на коре вокруг Сэра
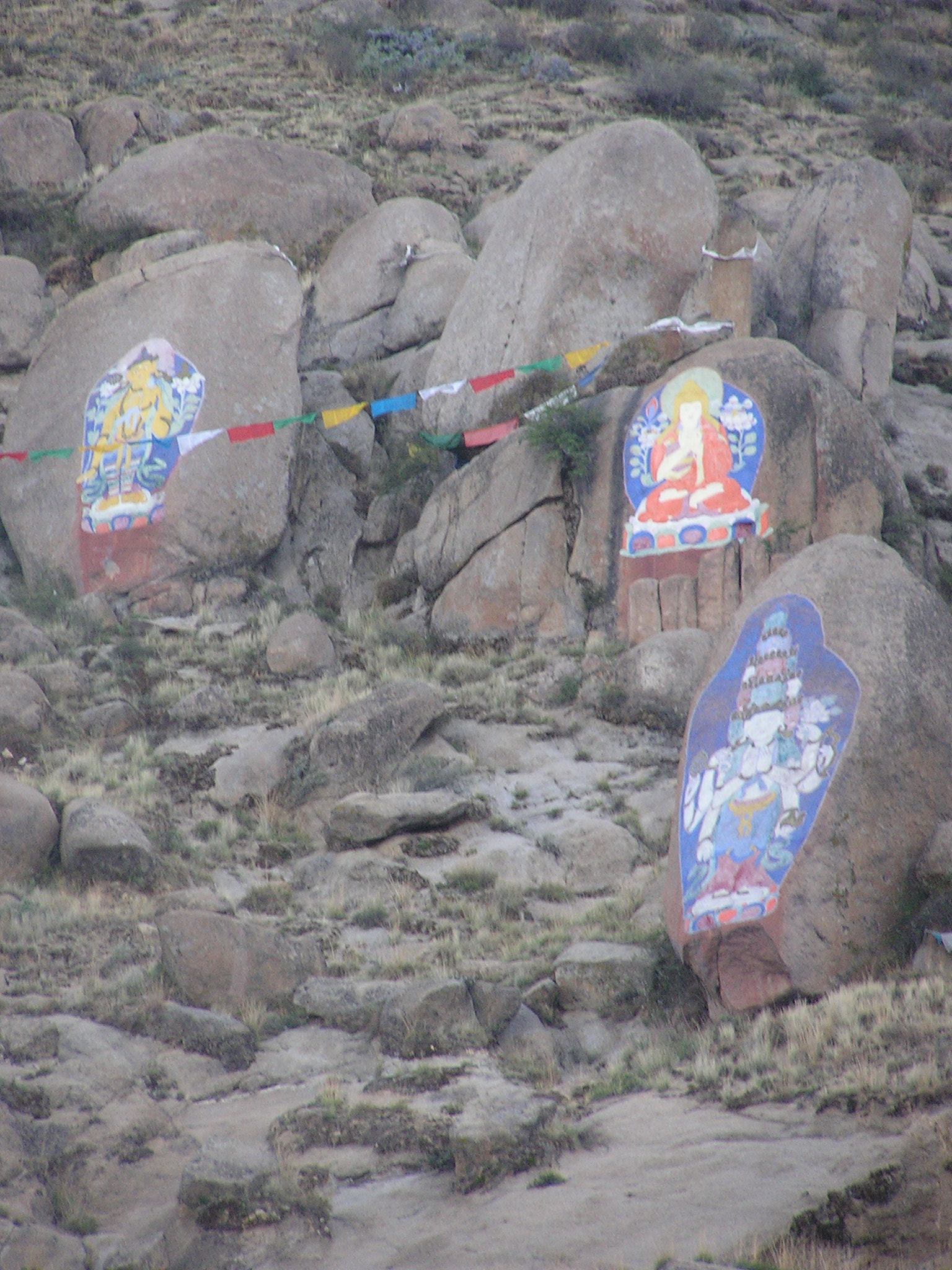
Камни на горе над монастырём
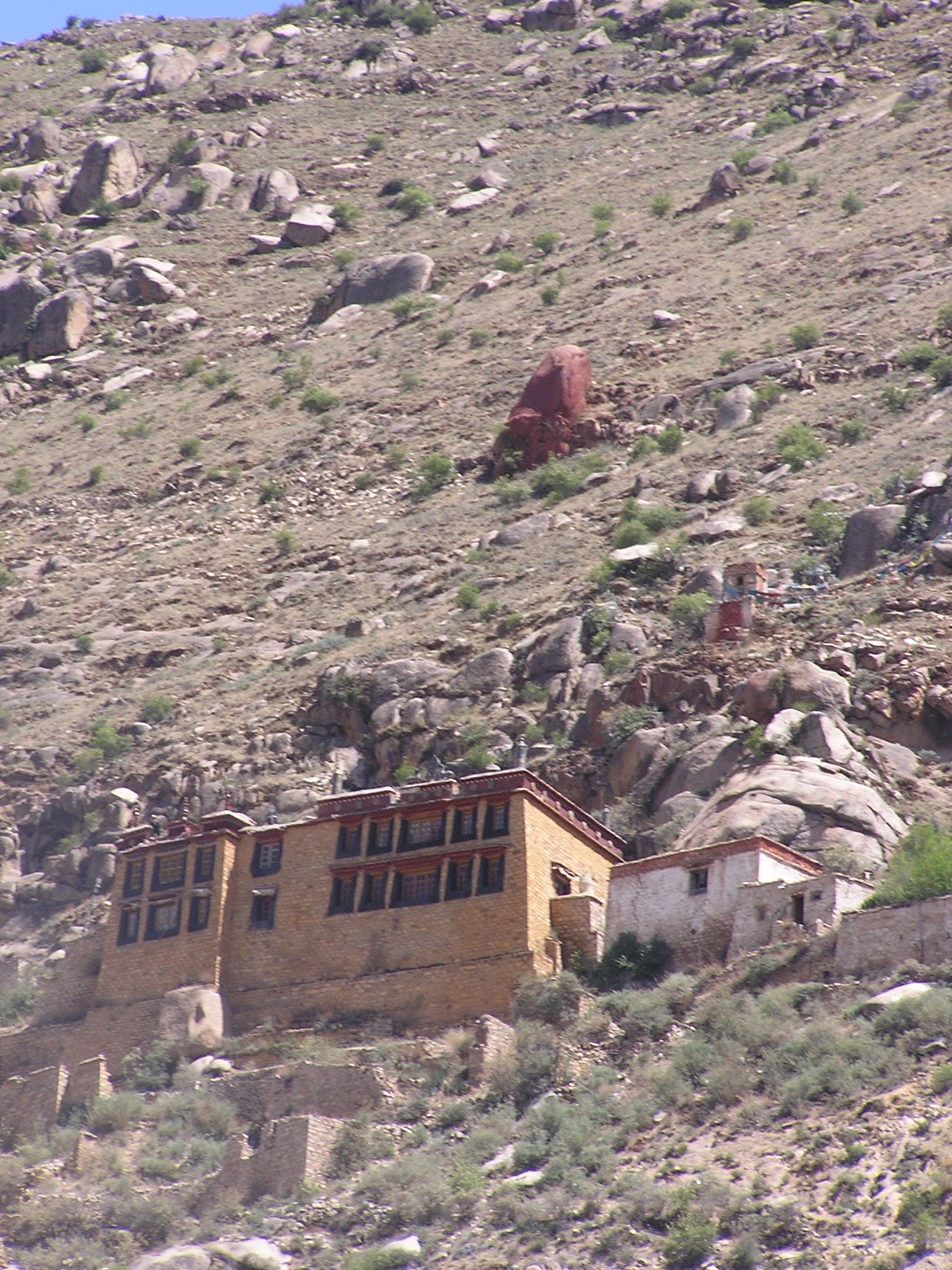
Дом для ритрита